# 아이홀츠역
아이홀츠역(독일어: Bahnhof Eyholz)은 스위스 발레주 피스프 지자체에 있는 기차역이다. 1,000mm 미터궤 브리크-체르마트선이며, 지역 열차로만 운행된다.

## 운행편
다음 서비스는 아이홀츠에서 정차한다.
- 레기오 :
  - 체르마트와 피쉬 사이에 매시간 운행.
  - 피스프와 안데르마트 사이에 매시간 운행.